# Métro de Sofia
 (mars 2024).
 (mars 2024).
La mise en forme du texte ne suit pas les recommandations de Wikipédia : il faut le « wikifier ».
Les points d'amélioration suivants sont les cas les plus fréquents. Le détail des points à revoir est peut-être précisé sur la page de discussion.
- Les titres sont pré-formatés par le logiciel. Ils ne sont ni en capitales, ni en gras.
- Le texte ne doit pas être écrit en capitales (les noms de famille non plus), ni en gras, ni en italique, ni en « petit »…
- Le gras n'est utilisé que pour surligner le titre de l'article dans l'introduction, une seule fois.
- L'italique est rarement utilisé : mots en langue étrangère, titres d'œuvres, noms de bateaux, etc.
- Les citations ne sont pas en italique mais en corps de texte normal. Elles sont entourées par des guillemets français : « et ».
- Les listes à puces sont à éviter, des paragraphes rédigés étant largement préférés. Les tableaux sont à réserver à la présentation de données structurées (résultats, etc.).
- Les appels de note de bas de page (petits chiffres en exposant, introduits par l'outil «  Source ») sont à placer entre la fin de phrase et le point final[comme ça].
- Les liens internes (vers d'autres articles de Wikipédia) sont à choisir avec parcimonie. Créez des liens vers des articles approfondissant le sujet. Les termes génériques sans rapport avec le sujet sont à éviter, ainsi que les répétitions de liens vers un même terme.
- Les liens externes sont à placer uniquement dans une section « Liens externes », à la fin de l'article. Ces liens sont à choisir avec parcimonie suivant les règles définies. Si un lien sert de source à l'article, son insertion dans le texte est à faire par les notes de bas de page.
- La présentation des références doit suivre les conventions bibliographiques. Il est recommandé d'utiliser les modèles {{Ouvrage}}, {{Chapitre}}, {{Article}}, {{Lien web}} et/ou {{Bibliographie}}. Le mode d'édition visuel peut mettre en forme automatiquement les références.
- Insérer une infobox (cadre d'informations à droite) n'est pas obligatoire pour parachever la mise en page.

Pour une aide détaillée, merci de consulter Aide:Wikification.
Si vous pensez que ces points ont été résolus, vous pouvez retirer ce bandeau et améliorer la mise en forme d'un autre article.
 (janvier 2022).
Le métro de Sofia (en bulgare : Софийско метро) est le réseau de transport en commun souterrain desservant Sofia, la capitale de la Bulgarie. Inauguré le 28 janvier 1998, le réseau compte en 2021 quatre lignes de métro totalisant 52 kilomètres et 47 stations.

## Histoire

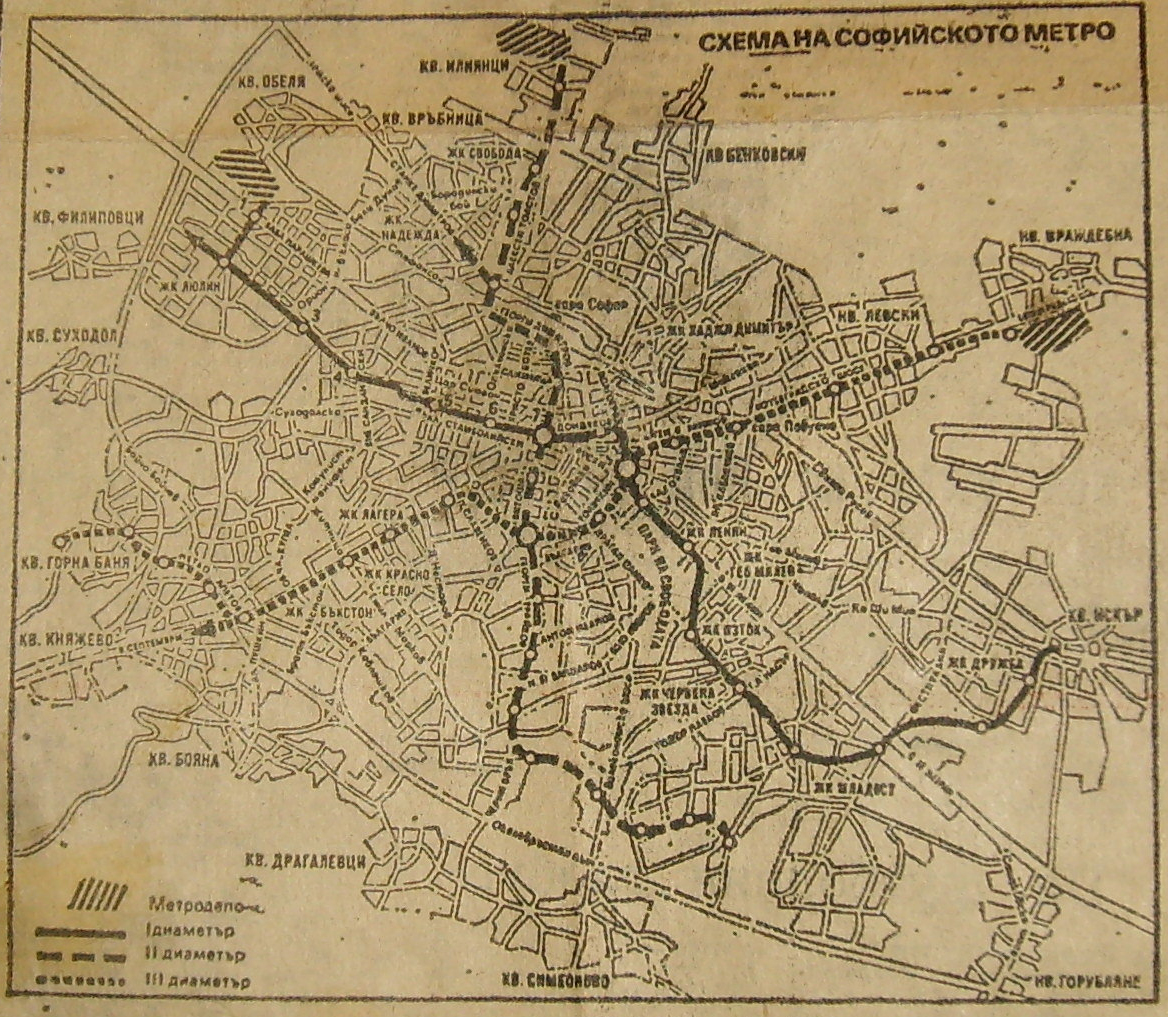
Réseau projeté en 1970.

En raison du développement des faubourgs résidentiels et de l'augmentation du trafic, l'efficacité des transports urbains de la ville de Sofia était de plus en plus compromise. Le gouvernement bulgare lance donc un projet de construction de métro dès 1967.
Les premières études sont lancées en 1974, les travaux du métro commencent en 1978 entre Slivnitsa (Сливница) et Konstantin Velichkov (Константин Величков) et la mise en service du premier tronçon est prévue pour 1984. Le réseau final devait reprendre le même schéma que celui mis en œuvre dans d'autres villes socialistes de l'époque comme Minsk et Prague : il était prévu, selon un projet approuvé par le gouvernement en 1977, de construire trois lignes formant un réseau de 52 km comprenant 48 stations. La mise en service du premier tronçon sera finalement reportée à plusieurs reprises. Les travaux dureront 19 ans. On l'explique par une insuffisance de moyens financiers et par la découverte de vestiges archéologiques dans le sous-sol de la ville.
Un premier tronçon de 6,4 km passant par 5 stations (de Slivnitsa à Konstantin Velichkov) est finalement inaugurée le 28 janvier 1998 dans la partie ouest de la ville. Si 48 véhicules moteurs avaient été achetés à l'URSS en 1988, seuls quatre sont mis en service sur ce premier tronçon. La construction de nouveaux tronçons continue dans un contexte de grandes difficultés financières. En 2002, le gouvernement japonais accorde un prêt d'une durée de 30 ans de 116 millions d'euros à la Bulgarie pour financer la construction d'un tronçon de 5 km permettant au métro d'atteindre le centre de la capitale. Le métro avait déjà coûté 278 millions d'euros à ce moment. Néanmoins, les moyens financiers sont limités, alors que ce métro est annoncé comme « le moins cher d'Europe ». C'est l'Union européenne qui finalement sera sollicitée pour obtenir les moyens financiers nécessaires, en particulier pour l'extension du métro vers l'aéroport international.
De 1998 à 2012 une seule ligne (la ligne 1) existe. En 2012, le réseau s’expand et une nouvelle ligne ouvre (la ligne 2), elles se croisent aux stations Serdika (Сердика) et Obelya (Обеля) En 2020, deux autres lignes sont construites (les lignes 3 et 4).  

## Réseau actuel
Le métro de Sofia est constitué de quatre lignes, soit les lignes 1, 2, 3 et 4. Deux d'entre elles (lignes 1 et 4) partagent un même tronçon sur une part considérable de leur trajet. Un total de 43 stations permet d'accéder au réseau, celui-ci s'étendant sur 48 kilomètres. Les lignes du métro de Sofia sont identifiées par un numéro de ligne associé à une couleur. Le service est offert sur l'ensemble des lignes entre 5 h et 0 h chaque jour de la semaine. La fréquence des trains varie de 3 à 15 minutes selon l'heure et la journée.
La distance moyenne entre les stations est de 1 km, la vitesse maximale des rames est de 80 km/h, l'écartement des rails est standard (1 435 mm) et la capacité du réseau est de 50 000 passagers par heure.
Une synthèse des lignes qui composent le réseau est présentée dans le tableau suivant. Il est à noter que les totaux peuvent être inférieurs aux valeurs auxquelles ils réfèrent, considérant l'existence de stations et de tronçons communs dans le réseau.
| Ligne | Parcours                                   | Mise en service       | Dernière extension    | Longueur (en km) | Nombre de stations |
| ----- | ------------------------------------------ | --------------------- | --------------------- | ---------------- | ------------------ |
|       | Slivnitsa (bg) ↔ Business Park (d)         | 1998                  | 2015                  | 14,8 km          | 16                 |
|       | Obelya (d) ↔ Vitocha[pas clair]            | 2012                  | 2016                  | 11,4 km          | 13                 |
|       | Hadji Dimitar[pas clair] ↔ Gorna Banya (d) | 2020                  | 2021                  | 11,8 km          | 12                 |
|       | Obelya (d) ↔ Sofia Airport (d)             | 2020[réf. nécessaire] | 2015[réf. nécessaire] | 26,1 km          | 20                 |
|       |                                            |                       | Total :               | 52 km            | 47                 |

### Ligne 1
La ligne 1 est successivement prolongée : en septembre 1999 d'une station (0,8 km) jusqu'à Opalchenska (Опълченска), en octobre 2000 d'une station (0,9 km) jusqu'à Serdika (Сердика), en avril 2003 d'une station (1,8 km) jusqu'à Obelya (Обеля). Dix ans après sa mise en service, le métro ne comporte qu'une seule ligne de 9,9 km et 8 stations sur laquelle circulent six trains de quatre véhicules.
En 2009, deux mises en service sont effectuées, en avril de cinq stations (5,6 km) jusqu'à Mladost I (Младост I) et en septembre d'une station (2,5 km) entre Serdika et Vasil Levski Stadium (Стадион „Васил Левски“). Une extension de deux stations (2,2 km) est ensuite mise en service en avril 2012, de Mladost I à Tsarigradsko shose (Цариградско шосе).
En 2015, deux prolongements de la ligne 1 ont lieu, ceux-ci étant financés par l'Union européenne. Leur date de mise en service est même devancée, dû à l'utilisation de tunneliers qui accélèrent la construction. En avril, la ligne est prolongée de quatre stations (5 km) vers l'aéroport, de Tsarigradsko shose à Sofia Airport (Летище София; Aéroport de Sofia), alors qu'en mai, le prolongement de la ligne de trois stations (2,8 km) de Mladost I à Business Park (Бизнес парк София; Quartier d'affaires) a pour effet de constituer une deuxième branche de la ligne 1 dans sa partie sud-est. Lors de l'ouverture de ce dernier tronçon, il est décidé que la ligne 1 ne desservirait que la branche vers Business Park alors que la ligne 2 desservirait la branche vers Sofia Airport, et ce, en poursuivant son trajet depuis la station Obelya. Ceci occasionne donc la création d'un tronçon commun aux lignes 1 et 2 sur la majeure partie du trajet de la ligne 1.
En 2020, la ligne 2 est scindée en deux, le tronçon entre Obelya et Sofia Airport devient la ligne 4. La ligne 1 partage donc avec cette nouvelle ligne toutes ses stations, à l'exception de trois.
À la suite des nombreuses modifications, la ligne 1 est actuellement longue de 15 km et 16 stations et s'étend de la station Silvnitsa à la station Business Park. Les stations ont une longueur de 100 mètres ; la distance entre les stations est en moyenne de 1,1 km ; le métro utilise une voie à écartement standard et est alimenté par un troisième rail. La vitesse maximale est de 80 km/h.

### Ligne 2
La construction de la deuxième ligne est lancée en décembre 2008. Son financement principal vient de prêts de la Banque européenne d'investissement. Des tunneliers sont utilisés pour le creusement des galeries. La ligne est inaugurée le 31 août 2012 et relie sur une distance de 10,1 km (12 stations) les stations James Bourchier (Джеймс Баучер) à Obelya, où elle est en correspondance avec la ligne 1, tout comme à la station Serdika. La ligne est prolongée en juillet 2016 d'une station (1,3 km) vers le sud jusqu'à la station Vitosha (Витоша).
En 2015, lors de l'ouverture du tronçon entre Tsarigradsko shose et Sofia Airport, il est décidé que la ligne 2 allait poursuivre son trajet de Obelya jusqu'à Sofia Airport en partageant avec la ligne 1 un tronçon sur la quasi-totalité du trajet de cette ligne.
En 2020, dans la foulée de l'ouverture de la ligne 3, il est décidé de scinder en deux le trajet de la ligne 2 afin que seule la section entre Obelya et Vitosha demeure une partie de cette ligne. La section restante jusqu'à l'aéroport sera dès lors identifiée comme étant la ligne 4. Ceci a pour effet de rétablir le parcours de la ligne 2, tel qu'il existait avant l'ouverture du tronçon vers l'aéroport en 2015.

### Ligne 3
La troisième ligne, reliant le sud-ouest et le nord-est de la ville, est en service depuis le 26 août 2020 après que l'ouverture ait été reportée plusieurs fois. La ligne s'étend sur 8 kilomètres et comprend huit stations de métro, vingt nouveaux trains sont mis en service pour l'occasion. Des sections de cette ligne sont néanmoins toujours projetées ou en construction.

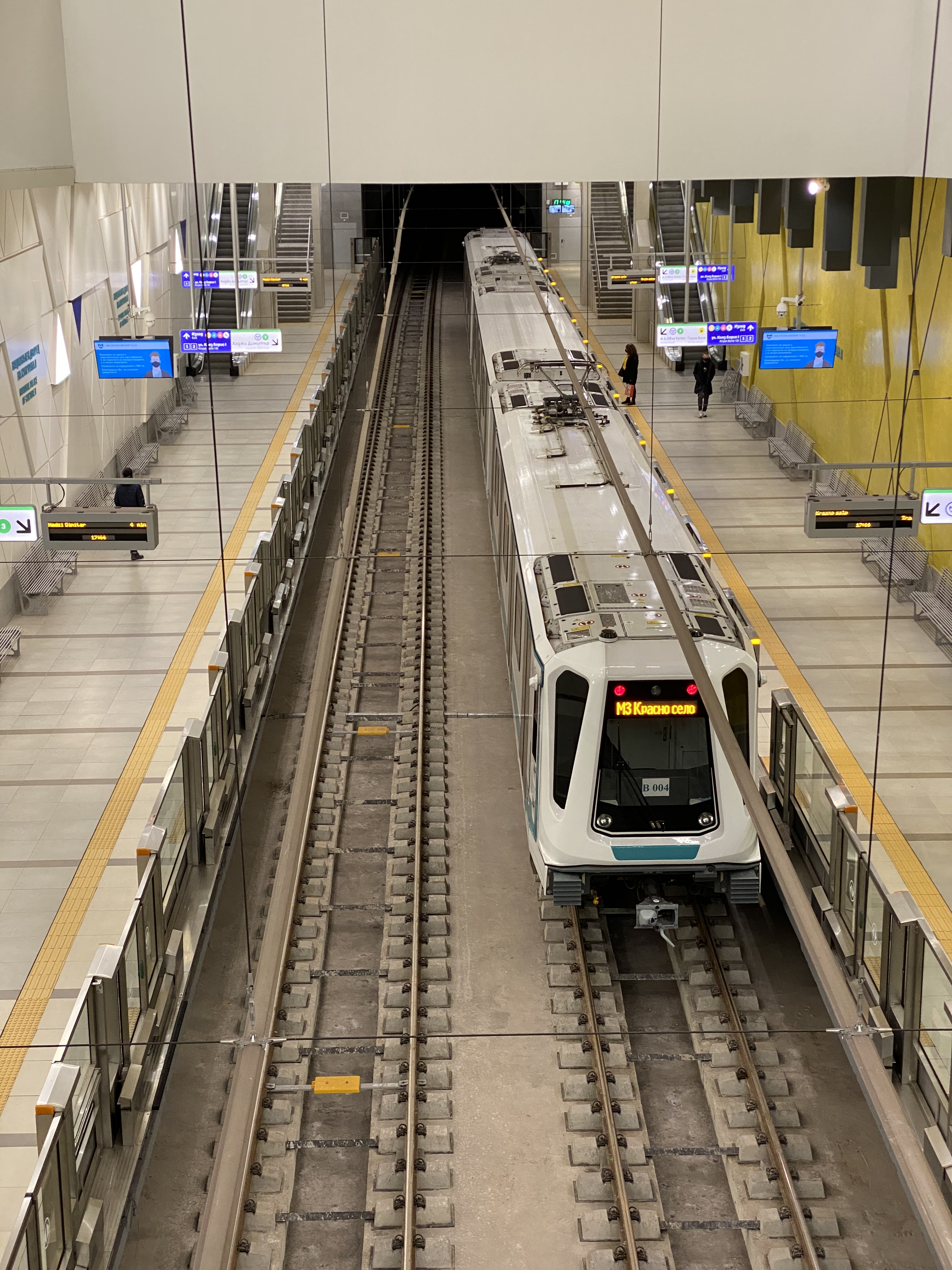
Rame de la ligne 3 en station.

Les travaux de construction sont lancés en 2015 et prévoient trois phases. Le projet est financé par une subvention de 368 millions d'euros du Fonds européen de développement régional. La mise en exploitation du premier tronçon de huit stations (8 km) était initialement annoncée pour la fin d'octobre 2019, mais son lancement est finalement reporté d'abord à février, puis à mai et enfin à la fin août 2020. Elle est entièrement souterraine dans un tunnel percé à double voie. Elle relie les stations Krasno Sélo (Красно Село) à Hadji Dimitar (Хаджи Димитър), en passant par le centre-ville.
Le deuxième tronçon, au sud-ouest, est en exploitation depuis le 24 avril 2021, alors qu'il était initialement prévu de l'inaugurer en 2019. Quant au troisième tronçon, au nord-est, les travaux ne sont toujours pas engagés en 2020 alors qu'ils devaient être terminés en 2021. Une fois toutes les trois phases terminées, la ligne parcourra 16,5 km de Vasil Levski (à l’est) à Knazyhevo (à l’ouest) et comptera 16 stations.
Fin février 2017, il est décidé que la ligne aurait une branche est reliant Lavov most (Лъвов мост) au centre commercial situé sur l'autoroute de Thrace.

### Ligne 4
La ligne 4 a été créée en 2020 par la scission de la ligne 1 en deux lignes distinctes. La section entre Obelya et l'aéroport de Sofia constitue la nouvelle ligne 4 alors que la section de la ligne entre Obelya et Vitosha demeure identifiée comme étant la ligne 1.
La ligne 4 partage un total de 13 stations sur 20 avec la ligne 1 entre lesquelles elles circulent sur un tronçon commun. Les stations les plus récentes de la ligne sont celles entre Druzhba (Дружба) et l'aéroport de Sofia ; elles ont été inaugurées en avril 2015.

## Matériel roulant
| Matériel        | Construction | Livraison | Constructeur   | Nombre de rames fabriquées | Nombre de wagons par rame | Ligne(s) désservie(s) | Illustration         |
| --------------- | ------------ | --------- | -------------- | -------------------------- | ------------------------- | --------------------- | -------------------- |
| 81-717/714      | 1990         | 1998      | Metrovagonmash | 12                         | 4                         |                       | Modèle 81-717/714.   |
| 81-740/81-741   | 2005-2013    | 2005-2013 | Metrovagonmash | 40                         | 3                         |                       | Modèle 81-740/81-741 |
| Siemens Inspiro | 2016-2021    | 2020-2021 | Siemens        | 30                         | 3                         |                       | Siemens Inspiro.     |

### Série 81-717/714
À l'origine, le métro de Sofia comportait douze trains 81-717/714 de quatre véhicules du constructeur russe Metrovagonmash livrés en 1990. Ils n'ont cependant été mis en service qu'en 1998 lors de l'ouverture de la première ligne. Ces véhicules furent entièrement rénovés au cours de l'année 2019.

### Série 81-740/81-741
En 2004, l'administration du métro signe des contrats avec la même société pour six nouveaux trains, série 81-740/81-741, qui sont livrés en deux ans. Deux nouvelles options de 3 trains sont levées, dont une en 2010. À l'été 2011, la Compagnie du métro de Sofia commande 18 rames de trois voitures à Metrovagonmash en coopération avec Hitachi, douze trains pour la nouvelle ligne 2 et six trains pour la ligne 1, série 81-740.2B/741.2B, qui sont livrés en 2012. Une commande complémentaire de 10 trains est passée en 2013. Les lignes 1 et 2 sont équipées au total de 52 trains construits par Metrovagonmash,,.

### Siemens Inspiro
En mars 2016, un contrat de 140 millions d'euros est passé à Siemens et Newag pour la fourniture de 20 trains de trois véhicules pour la ligne 3,. Ces trains de modèle Inspiro sont en livraison à partir de juin 2018. En mars 2019, une option de 10 trains est levée par l'exploitant Metropolitan EAD. Les premiers trains sont livrés sur la ligne à partir de l'année 2020.

## Projets d'extension
Le 18 mai 2018, la mairie de Sofia a publié un projet d'élargissement du métro à partir de 2020. Ce projet prévoit la construction de 4 nouvelles lignes et de 15 stations. Le projet fait l'objet de vives critiques de la part de divers collectifs de citoyens du fait de l'absence d'une analyse approfondie de l'état du réseau, des besoins actuels et à venir en mobilité de la population et d'un flux prévisionnel de voyageurs faible sur les nouvelles lignes.
En janvier 2021, la société d'exploitation du métro a publié un appel d'offres pour la construction d'une ligne de métro, desservant six stations, du parc de l'académie militaire jusqu'au boulevard Tsarigradsko Shose, en passant par le quartier Slatina.